# بيل فوكس (لاعب كرة قاعدة)
بيل فوكس (بالإنجليزية: Bill Fox)‏ هو لاعب كرة قاعدة أمريكي، ولد في 15 يناير 1872 في Sturbridge, Massachusetts ‏ في الولايات المتحدة، وتوفي في 7 مايو 1946 في منيابولس في الولايات المتحدة.

## وصلات خارجية
- بيل فوكس على موقعبيزبول رفرنس.كوم (الدوري الرئيسي) (الإنجليزية)
- بيل فوكس على موقعبيزبول رفرنس.كوم (الدوري الثانوي) (الإنجليزية)